# João Henrique Carneiro
João Henrique de Barradas Carneiro (Feira de Santana, 19 de junho de 1959) é um político e radialista brasileiro, filiado ao Partido Liberal (PL). É filho do ex-governador baiano João Durval Carneiro.

## Biografia
João Henrique Carneiro estudou no Centro Educacional Sophia Costa Pinto, em Salvador, 1978. É Economista formado pela Universidade Federal da Bahia e pós-graduou-se em Desenvolvimento Econômico pela Université du Québec à Montréal, no Canadá, em 1984.
Construiu uma carreira política como parlamentar, destacando-se na promoção de direitos dos consumidores, o que elevou sua popularidade de modo a concorrer em 2004 para a Prefeitura de Salvador.
Depois de ser eleito prefeito de Salvador foi considerado o pior do Brasil por várias vezes. Alvo de revolta popular, incluindo passeatas como a "Desocupa João".
Foi casado com a ex-deputada estadual Maria Luíza Orge Barradas Carneiro, com quem tem dois filhos (o político Paulo Henrique Orge Barradas Carneiro e  o advogado Luís Henrique Orge Barradas Carneiro). João foi acusado pela ex-mulher e deputada estadual de traição.
Concedeu entrevista  no  Carnaval de  Salvador em 2015,onde  afirmou: "A gente chega na prefeitura cheio de ideias para melhorar a vida do povo, mas o sistema não deixa". O ex-prefeito disse estar terminando curso de Direito e estudando para concursos.  Disse ainda que está decepcionado com a política, se sentindo traído e abandonado pelo sistema. Afirmou  que não volta a se candidatar a nenhum cargo nem eletivo nem executivo. "Estou feliz me preparando melhor e cuidando da minha família".

## Carreira política
Começou sua carreira política em 1989, quando foi eleito vereador de Salvador. Após ser reeleito em 1993 cumpriu metade do segundo mandato de vereador até 1994, ano em que foi eleito deputado estadual. Como vereador foi líder do PSDB, vice-líder do governo na câmara e Presidente da Comissão de Direitos Humanos. Autor do projeto de lei dos Conselhos Tutelares de Salvador. Premiado pela imprensa especializada como o "Melhor Vereador do Ano" nos anos de 1990, 1991, 1992 e 1993. No ano de 1992 foi homenageado pela UNICEF como "O Melhor Vereador da Cidade".
Eleito deputado estadual em 1994 reeleito nas duas eleições seguintes: 1998 e 2002. Premiado em 1998 pela imprensa especializada como "Destaque Parlamentar". Nas eleições de 2002 foi o mais votado deputado estadual eleito. Foi líder do PDT na Assembleia Legislativa em 1999 e 2000 e vice líder do bloco PDT, PSDB e PSB.
Na sua atuação parlamentar na Assembleia Legislativa da Bahia foi membro da Comissão Permanente da Seca em 1995 e da Comissão de Recursos Hídricos em 1996 e 1997. Foi titular da Comissão de Desenvolvimento Econômico e Turístico e da Comissão Especial de Combate à Fome em 1998; e da Comissão de Constituição e Justiça em 2001. Na Comissão de Defesa do Consumidor foi vice-presidente de 1995 a 1998 e presidente de 2001 a 2003.
Durante as eleições de 2004, foi eleito prefeito da cidade de Salvador no segundo turno com 74,69% dos votos, derrotando César Borges, político que havia sido governador do Estado da Bahia, o que representou uma das primeiras derrotas sem precedentes contra o Carlismo na Bahia. Assim, entre 2005 a 2012, João Henrique Carneiro foi Prefeito Municipal de Salvador.
Em 2016, foi candidato a vereador da Câmara Municipal de Salvador, pelo Partido da República (PR), atual Partido Liberal (PL), tendo obtido apenas 5.248 votos, não conseguindo se eleger.
Político ideologicamente multiforme, já foi filiado ao PDS, PFL, PSDB, PDT, PMDB, PP, PSL, PR, PRTB e atualmente está filiado ao PL.

### Prefeito de Salvador
Em 2005, assume o governo da Prefeitura de Salvador em uma grande coligação política. Em abril de 2007, trocou o PDT pelo PMDB e no ano seguinte, e, a despeito de ter, à época, uma popularidade baixa, foi reeleito prefeito de Salvador no segundo turno com 58,46% dos votos válidos com apoio do seu sucessor ACM Neto e do ex-ministro Geddel Vieira Lima, o que alguns analistas acreditam que se deveu ao conjunto de obras que foram realizadas no ano da reeleição.

#### Popularidade Baixa e Gestão Polêmica
Em 2009, o prefeito teve a popularidade medida em 5,1 de 10 pelo instituto da Datafolha. Essa média foi a mais baixa entre todas capitais medidas e justifica-se principalmente pelo descaso com a mobilidade urbana e a segurança na cidade. Outro fator que ajudou nesta impopularidade foi o atraso excessivo nas principais obras de Salvador como o metrô.
Segundo pesquisa do IBOPE, com 79% de rejeição ao seu mandato, João Henrique repete o baixo desempenho de antes. Apesar destes fracos índices, sua reeleição ocorreu em 2008 quando Geddel Vieira Lima (PMDB-BA) ocupava o cargo de ministro da integração nacional, tendo privilegiado o estado baiano com 90% das verbas liberadas, segundo auditorias do Tribunal de Contas da União.
Alguns dos fatos que justificavam esta desaprovação foram acusações baseadas na condução inábil da retirada das barracas de praia da orla soteropolitana, que havia sido determinada pela Justiça Federal, na substituição de postes comuns por postes azuis como medida de segurança pública, na ocorrência de greves pelos servidores públicos municipais, que foi apoiada até mesmo ocupantes de cargo em comissão, na permissão para construções ao longo da Avenida Paralela, prejudicando a regeneração de alguns remanescentes de mata atlântica, do caos no trânsito com pistas esburacadas e o aumento do tráfego urbano, com escassez de sinalização vertical ou horizontal e da apresentação do polêmico Plano Diretor de Desenvolvimento Urbano (PDDU) sob acusação de privilegiar grupos econômicos e empreiteiras, tendo diversas contestações da parte do Ministério Público por abrir mão de uma urbanização sustentável de longo prazo.

## Carreira como radialista
João Henrique Carneiro apresenta o programa Ligação Direta na rádio Salvador FM, antiga Nova Salvador FM, que opera na frequência de 92,3 MHz. e, também, foi radialista na emissora de rádio soteropolitana Popular FM, que operava na frequência de 100,7 MHz, mas que hoje se encontra desativada, após a aquisição dessa frequência, por arrendamento, pela Rádio Cultura FM, também de Salvador.